# فهرست نرم‌افزارهای محاسبات عددی
برنامه‌های کاربردی رایانه‌ای که برای استفاده در تجزیه و تحلیل عددی یا داده‌ها در نظر گرفته شده‌اند، در ادامه آورده شده‌اند:

## بسته‌های نرم‌افزاری-عددی
- آنالیتیکا یک ابزار اختصاصی پرکاربرد برای ساخت و تحلیل مدل‌های عددی است. این نرم‌افزار از یک زبان برنامه نویسی تصویری و اعلانی مبتنی بر نمودار اثرگذاری استفاده می‌کند.
- FlexPro برنامه ای برای تحلیل داده و نمایش داده‌های اندازه گیری است. این نرم‌افزار یک رابط کاربری غنی شبیه به اکسل را ارائه می‌دهد و زبان برنامه نویسی برداری داخلی آن (FPScript) دارای سینتکسی مشابه با متلب است.
- FreeMat یک نرم‌افزار متن‌باز با محیطی مشابه متلب که تحت مجوز جی‌پی‌ال منتشر شده است.
- گنو اُکتاو یک زبان سطح بالای برنامه‌نویسی است که از ابتدا برای محاسبات عددی طراحی شده است.خط فرمان ساده‌ای دارد که با آن می‌توان معادلات خطی و غیرخطی را با روش‌های عددی حل کرد و آزمایش‌های عددی دیگر انجام داد. این زبان بیش از همه با متلب سازگار است. جامعهٔ کاربران فعالی دارد. یک نرم‌افزار آزاد است تحت لیسانس جی‌پی‌ال و بخشی از پروژهٔ گنو نیز هست. تعدادی از برنامه های مستقلاً توسعه‌یافته لینوکسی (Cantor, KAlgebra) نیز رابط‌های کاربری گرافیکی  را برای اُکتاو  ارائه می‌دهند. جامعه فعال آن، پشتیبانی فنی را برای کاربران فراهم می کند.
- Igor Pro یک نرم‌افزار اختصاصی برای انجام محاسبات عددی پیچیده، تحلیل آماری و تولید گرافیک با کیفیت انتشارات است. این نرم‌افزار با زبان برنامه نویسی خاص خود ارائه می‌شود که در آن می‌توان الگوریتم‌های عددی را پیاده سازی کرد.
- Jacket یک جعبه ابزار اختصاصی برای کار با پردازنده گرافیکی در متلب است که امکان تسریع برخی محاسبات متلب، برای اهداف محاسباتی و نمایش داده را، با انتقال آن‌ها به GPU فراهم می‌کند.
- jLab یک سکوی تحقیقاتی برای ساختن یک نرم‌افزار متن‌باز مشابه با متلب است که به طور کامل با جاوا و گرووی سازگار است. در حال حاضر از اسکریپت‌های تفسیری j-Scripts (مشابه متلب) و اسکریپت‌های کامپایل شده GroovySci (افزونه گرووی) پشتیبانی می‌کند که دسترسی مستقیم به کد جاوا و اسکریپت‌نویسی به بسیاری از کتابخانه‌های علمی محبوب جاوا (مانند وکا و JSci) و جادوگرهای کاربردی را فراهم می‌کند.
- جولیا یک زبان سطح بالا و پویا با شباهت ظاهری به متلب است. بسته هایی مانند DataFrames.jl برای این زبان در دسترس هستند.
- لب‌ویو رویکردهای برنامه نویسی متنی و گرافیکی را برای تحلیل عددی ارائه می‌دهد. زبان برنامه نویسی مبتنی بر متن آن (MathScript) از سینتکس اسکریپت‌های .m-file استفاده می‌کند که سازگاری هایی را با متلب و کلون‌های آن فراهم می‌کند.
- کتابخانه لاپک روال‌های Fortran 90 را برای حل سیستم‌های معادلات خطی همزمان، حل‌های کمترین مربعات سیستم‌های معادلات خطی، مسائل مقدار ویژه و مسائل مقدار ویژه منفرد و تجزیه‌های ماتریس مرتبط (LU، Cholesky، QR، SVD، Schur و Schur تعمیم یافته) ارائه می‌دهد.
- متلب (به انگلیسی: MATLAB) یک نرم‌افزار اختصاصی پرکاربرد برای انجام محاسبات عددی است. این نرم‌افزار با زبان برنامه نویسی خاص خود ارائه می‌شود که در آن می‌توان الگوریتم‌های عددی را پیاده سازی کرد.[۱][۲][۳]
- MCSim یک بسته شبیه سازی و انتگرال عددی با قابلیت‌های سریع مونت کارلو و زنجیره مارکوف مونت کارلو.
- ML.NET یک کتابخانه متن باز یادگیری ماشین برای زبان برنامه نویسی C# است.[۴][۵]
- کتابخانه NAG یک کتابخانه نرم‌افزاری گسترده از روال‌های تحلیل عددی بهینه شده برای محیط‌های برنامه نویسی مختلف است.
- O-Matrix یک زبان برنامه نویسی ماتریسی اختصاصی برای ریاضیات، مهندسی، علوم و تحلیل مالی است.
- پانداز یک کتابخانه با مجوز BSD است که ساختارهای داده و ابزارهای تحلیل داده را برای زبان برنامه نویسی پایتون فراهم می‌کند.
- Perl Data زبان داده ای پرل آرایه‌های چندبعدی بزرگی را برای زبان برنامه نویسی Perl و ابزارهایی برای پردازش تصویر و رسم نمودار گرافیکی ارائه می‌دهد.
- ScaLAPACK یک کتابخانه روال‌های جبر خطی با کارایی بالا برای ماشین‌های حافظه توزیع شده موازی است که دارای عملکردی مشابه با LAPACK است (حل کننده هایی برای سیستم‌های خطی متراکم و باندی، مسائل کمترین مربعات، مسائل مقدار ویژه و مسئله مقدار ویژه منفرد).
- سایلب (به انگلیسی: Scilab) یک بسته نرم‌افزاری پیشرفته تحلیل عددی مشابه با متلب یا Octave است.[۶][۷] این نرم‌افزار با یک رابط کاربری گرافیکی کامل (GUI) و Xcos که جایگزینی برای سیمیولینک است، ارائه می‌شود ( نرم‌افزار رایگان، مجوز CeCILL سازگار با جی‌پی‌ال.
- Sysquake یک محیط محاسباتی با گرافیک تعاملی برای ریاضیات، فیزیک و مهندسی است. این نرم‌افزار مانند سایر برنامه‌های کاربردی Calerga، بر اساس یک زبان سازگار با متلب ساخته شده است.
- TK Solver یک سیستم نرم‌افزاری مدل سازی ریاضی و حل مسئله است که بر اساس یک زبان مبتنی بر قوانین اعلانی کار می‌کند و توسط Universal Technical Systems, Inc. تجاری سازی شده است.
- تورچ یک کتابخانه یادگیری عمیق است که از دستکاری، تحلیل آماری و نمایش تنسورها پشتیبانی می‌کند.
- XLfit یک افزونه برای اکسل است که قابلیت برازش منحنی و تحلیل آماری را ارائه می‌دهد.

## سیستم‌های جبر رایانه‌ای همه منظوره
- مکسیما یک سیستم جبری رایانه‌ای همه منظوره، و دارای یک نسخه رایگان با مجوز جی‌پی‌ال به نام مکسیما است.
- میپل یک بسته نرم‌افزاری ریاضیات تجاری همه منظوره است.
- مث‌کد یک رابط ویزی‌ویگ با توانایی تولید معادلات ریاضی با کیفیت در سطح صنعت چاپ و انتشارات را ارائه می‌دهد.
- مثمتیکا ارزیابی عددی، بهینه سازی و تجسم طیف بسیار گسترده ای از توابع عددی را ارائه می‌دهد. همچنین شامل یک زبان برنامه نویسی و قابلیت‌های جبر رایانه‌ای است.[۸][۹][۱۰][۱۱]
- PARI/GP یک سیستم جبری رایانه‌ای پرکاربرد است که برای محاسبات سریع در تئوری اعداد طراحی شده است (فاکتورسازی ها، نظریه اعداد جبری، منحنی‌های بیضی...)، اما همچنین شامل تعداد زیادی توابع مفید دیگر برای محاسبه با موجودیت‌های ریاضی مانند ماتریس ها، چند جمله ای ها، سری‌های توانی، اعداد جبری و غیره، و بسیاری از توابع ماورایی. PARI همچنین به عنوان یک کتابخانه C در دسترس است تا امکان محاسبات سریعتر را فراهم کند.
- SageMath یک نرم‌افزار ریاضی منبع باز است، [۱۲] با یک رابط پایتون یکپارچه که به عنوان یک رابط متنی یا یک رابط گرافیکی مبتنی بر وب در دسترس است. شامل رابط‌هایی برای CAS منبع باز و اختصاصی با هدف عمومی و سایر برنامه‌های تحلیل عددی، مانند PARI/GP، GAP، gnuplot، Magma و Maple.
- Speakeasy یک محیط عددی تعاملی است که دارای یک زبان برنامه نویسی تفسیر شده نیز می‌باشد. این ابزار که در اواسط دهه 60 برای دستکاری ماتریس متولد شد و هنوز در تکامل مستمر است، پیشگام رایج‌ترین پارادایم‌های این نوع ابزارها بود که شامل تایپ پویا از اشیاء داده‌های ساختاریافته، تخصیص پویا و جمع‌آوری زباله، بارگذاری بیش از حد اپراتورها، پیوند پویا کامپایل یا ماژول‌های اضافی ارائه شده توسط جامعه کاربران و غیره را تفسیر کرد.
- Trilinos مجموعه ای از کتابخانه‌های شی گرا منبع باز برای استفاده در برنامه‌های علمی و مهندسی است. Trilinos بر اساس الگوریتم‌های جبری خطی مقیاس‌پذیر و موازی است.

## رابط گرا
- Baudline یک مرورگر فرکانس زمانی برای تجزیه و تحلیل سیگنال‌های عددی و تجسم علمی است.
- کامسول مولتی‌فیزیکس یک نرم‌افزار تحلیل المان محدود، حل کننده و شبیه سازی / بسته نرم‌افزار FEA برای کاربردهای مختلف فیزیک و مهندسی، به ویژه پدیده‌های جفت شده یا چند فیزیک است.
- Dataplot توسط NIST ارائه شده است.
- DADiSP یک برنامه تجاری متمرکز بر پردازش سیگنال دیجیتال است که قابلیت عددی متلب را با یک رابط صفحه گسترده مانند ترکیب می‌کند.
- EJS یک ابزار نرم‌افزاری منبع باز است که به زبان جاوا نوشته شده است و برای شبیه سازی ایجاد می‌کند.
- Euler Mathematical Toolbox یک آزمایشگاه عددی قدرتمند با زبان برنامه نویسی است که می‌تواند اعداد، بردارها و ماتریس‌های واقعی، مختلط و فاصله ای را مدیریت کند. می‌تواند نمودارهای 2 بعدی/3 بعدی تولید کند.
- FEATool Multiphysics یک جعبه ابزار رابط کاربری گرافیکی متلب برای شبیه سازی‌های مولتیفیزیک المان محدود FEM و PDE است.
- پروژه FEniCS مجموعه ای از پروژه برای راه حل‌های خودکار برای PDEها است.
- هرمس (به انگلیسی: Hermes) یک کتابخانه C++ از الگوریتم‌های المان محدود تطبیقی پیشرفته برای حل مسائل PDE و چند فیزیک است.
- Fityk یک برنامه برازش منحنی و تجزیه و تحلیل داده است. در درجه اول برای برازش پیک و تجزیه و تحلیل داده‌های اوج استفاده می‌شود.
- FlexPro یک برنامه تجاری برای تجزیه و تحلیل تعاملی و خودکار و ارائه داده‌های اندازه گیری است. بسیاری از فرمت‌های داده ابزار باینری را پشتیبانی می‌کند و زبان برنامه‌نویسی برداری مخصوص به خود را دارد.
- IGOR Pro ، یک بسته نرم‌افزاری با تاکید بر سری‌های زمانی، تجزیه و تحلیل تصویر و برازش منحنی. این زبان برنامه نویسی مخصوص به خود را دارد و می‌توان از آن به صورت تعاملی استفاده کرد.
- LabPlot یک برنامه کاربردی تحلیل و تجسم داده است که بر روی پلتفرم KDE ساخته شده است.
- MFEM یک کتابخانه C++ رایگان، سبک و مقیاس‌پذیر برای روش‌های اجزای محدود است.
- Origin یک بسته نرم‌افزاری است که به طور گسترده برای ساخت نمودارهای علمی استفاده می‌شود. این کامپایلر C/C++ خود را دارد که کاملاً با استاندارد آنسی مطابقت دارد.
- PAW یک بسته تجزیه و تحلیل داده رایگان است که در سرن توسعه یافته است.
- بسته آماری برای علوم اجتماعی (به انگلیسی: SPSS)، [۱۳][۱۴][۱۵][۱۶][۱۷] یک برنامه کاربردی برای تجزیه و تحلیل آماری.
- QtiPlot یک برنامه تجزیه و تحلیل داده‌ها و تجسم علمی است که مشابه Origin است.
- ROOT یک بسته تجزیه و تحلیل داده چند منظوره شی گرا رایگان است که در سرن توسعه یافته است.
- سالومه یک ابزار نرم‌افزار رایگان است که یک پلتفرم عمومی برای پردازش پیش و پس از شبیه سازی عددی فراهم می‌کند.
- Shogun ، یک جعبه ابزار یادگیری ماشینی در مقیاس بزرگ منبع باز که چندین پیاده سازی SVM (مانند libSVM، SVMlight) را تحت یک چارچوب مشترک و رابط‌های اُکتاو، متلب، پایتون، آر ارائه می‌کند.
- Waffles یک مجموعه نرم‌افزار رایگان از ابزارهای خط فرمان است که برای اسکریپت نویسی عملیات یادگیری ماشینی در آزمایش‌ها و فرآیندهای خودکار طراحی شده است.
- وکا مجموعه ای از نرم‌افزارهای یادگیری ماشین است که در دانشگاه وایکاتو نوشته شده است.

## قابل توجه از لحاظ تاریخی
- ماشین‌حساب رومیزی گرانرقیمت که برای TX-0 و PDP-1 در اواخر دهه 1950 یا اوایل دهه 1960 نوشته شد.
- زبان برنامه نویسی S یک زبان برنامه نویسی (مبتنی بر آرایه) با پشتیبانی عددی قوی است. R پیاده سازی زبان S است.

## مشاهدات بیشتر
- مقایسه نرم افزارهای یادگیری عمیق
- مقایسه نرم افزارهای تحلیل عددی
- لیست نرم افزارهای گرافیک اطلاعاتی
- فهرست کتابخانه های عددی
- لیست نرم‌افزارهای آماری
- طرح کلی نرم افزار
- نرم‌افزار ریاضی
- شبیه سازی مبتنی بر وب